# Matthias Cramer
Matthias Cramer ist ein Spieleautor, der seit 2010 erfolgreich mehrere Spiele entwickelt hat. Einige seiner Spiele wurden für verschiedene nationale Spielepreise nominiert und Lancaster gewann 2012 den Niederländischen Spielepreis.

## Biografie
Matthias Cramer veröffentlichte 2010 als Erstling das Spiel Glen More bei der Spielemarke alea der Ravensburger AG, das unter anderem für den International Gamers Award nominiert wurde. 2011 erschienen drei Spiele des Autors und das Spiel Lancaster gewann den Niederländischen Spielepreis und wurde in Deutschland zum Kennerspiel des Jahres nominiert. Auch Rokoko aus dem Jahr 2013, das er gemeinsam mit Louis und Stefan Malz entwickelte, erhielt eine Nominierung zum Kennerspiel des Jahres.

## Ludographie (Auswahl)
- 2010: Glen More (alea)
- 2011: Lancaster (Queen Games)
- 2011: Mieses Karma (Kosmos Spiele)
- 2011: Helvetia (Kosmos Spiele)
- 2013: Rokoko (eggertspiele/Pegasus)
- 2013: Der Millionen Coup (Ravensburger)
- 2015: Pi mal Pflaumen (Pegasus Spiele)
- 2015: Kraftwagen (ADC Blackfire Entertainment)
- 2016: Kampf um den Olymp (Lookout Games)
- 2016: Dynasties: Heirate & Herrsche (Hans im Glück Verlag)
- 2018: Castle Rampage (Pegasus Spiele)
- 2019: Glen More II: Chronicles (Funtails)
- 2019: Watergate (Frosted Games)
- 2022: Swindler (Edition Spielwiese)
- 2023: The Hunt (Salt & Pepper Games)
- 2023: Weimar – Der Kampf um die Demokratie (Spielworxx / Skellig Games / Capstone Games)

## Auszeichnungen
- Kennerspiel des Jahres
  - Lancaster: nominiert 2011
  - Rokoko: nominiert 2014
- Deutscher Spiele Preis
  - Lancaster: Platz 8, 2011
  - Helvetia: Platz 5, 2012
  - Rokoko: Platz 8, 2014
- Niederländischer Spielepreis
  - Lancaster: Gewinner 2012
- Swiss Gamers Award
  - Helvetia: Platz 3, 2011
- Spiel der Spiele
  - Dynasties: Spiele Hit für Experten 2016
- International Gamers Award
  - Glen More: nominiert 2010